# Rio Comloş (Olt)
O Rio Comloş (Olt) é um rio da Romênia, afluente do Olt, localizado no distrito de Harghita.